# Karlovo
Karlovo (Bulgaars: Карлово) is een stad in Bulgarije in de oblast Plovdiv. Van 1953 tot 1962 heette de stad Levskigrad, vernoemd naar de Bulgaarse revolutionair Vasil Levski. De stad ligt aan de zuidkant van het Balkangebergte. In 2020 telde de stad ongeveer 20.500 inwoners.

## Geografie
De gemeente is gelegen in het noordelijke deel van de oblast Plovdiv. Met een oppervlakte van 1059,182 km² is het de grootste van de 18 gemeenten van het district en omslaat 17,67% van het grondgebied van de oblast uitmaken. De gemeente Karlovo is bovendien een van de grootste gemeenten in Bulgarije: het is de achtste van de 265 gemeenten qua oppervlakte. De grenzen zijn als volgt:
- in het zuiden - de gemeente Brezovo, de gemeente Kalojanovo en de gemeente Chisarja;
- in het westen - de gemeente Koprivsjtitsa en de gemeente Anton, oblast Sofia;
- in het noorden - de gemeente Teteven, de gemeente Trojan en de gemeente Apriltsi (oblast Lovetsj) en de gemeente Sopot;
- in het oosten - gemeente Pavel Banja, oblast Stara Zagora.

## Bevolking
Op 31 december 2020 telde de stad Karlovo 20.550 inwoners. Het aantal inwoners vertoont al vele jaren een dalende trend: in 1985 had het nog 28.411 inwoners. De gemeente Karlovo had 47.103 inwoners in 2020, een daling ten opzichte van het maximum van 68.754 inwoners in 1975. 
| Bevolkingsontwikkeling tussen 1934 en 2020          |
| --------------------------------------------------- |
|                                                     |
| Bron: Nationaal Statistisch Instituut van Bulgarije |

### Etnische samenstelling
In 2011 identificeerden 19.213 van de 21.499 ondervraagden in de stad Karlovo zichzelf als etnische Bulgaren (89,4%). De overige inwoners waren vooral etnische Roma (1.394 personen - 6,5%) of etnische Turken (600 personen - 2,8%).
Ook in de gemeente Karlovo vormen de etnische Bulgaren verruit de grootste bevolkingsgroep, maar er leven relatief grote Romani en Turkse gemeenschappen op het platteland.
| Etnische groep   | volkstelling 1992 | volkstelling 1992 | volkstelling 2001 | volkstelling 2001 | volkstelling 2011 | volkstelling 2011 | volkstelling 2011  |
| Etnische groep   | Aantal            | %                 | Aantal            | %                 | Aantal            | % (totaal)        | % (gespecificeerd) |
| ---------------- | ----------------- | ----------------- | ----------------- | ----------------- | ----------------- | ----------------- | ------------------ |
| Bulgaren         | 67.988            | 89,03             | 59.744            | 85,01             | 39.586            | 75,68             | 81,61              |
| Turken           | 4.477             | 5,86              | 4.331             | 6,16              | 2.696             | 5,15              | 5,55               |
| Roma             | 3.135             | 4,11              | 5.238             | 7,45              | 5.781             | 11,05             | 11,92              |
| Andere groepen   | 769               | 1,00              | 645               | 0,92              | 269               | 0,51              | 0,55               |
| Onbekend         | .                 | .                 | 178               | 0,25              | 171               | 0,33              | 0,36               |
| Ongespecificeerd | .                 | .                 | 142               | 0,20              | 3.804             | 7,27              | .                  |
| Totaal           | 76.369            | 100,00            | 70.278            | 100,00            | 52.307            | 100,00            | 100,00             |

### Religie
De laatste volkstelling werd uitgevoerd in februari 2011 en was optioneel. Van de 52.307 inwoners reageerden er 41.612 op de volkstelling. Van deze 41.612 ondervraagden waren er 33.960 lid van de Bulgaars-Orthodoxe Kerk, oftewel 81,6% van de bevolking. Daarnaast was ongeveer 6% van de bevolking moslim. De rest van de bevolking had een andere geloofsovertuiging of was niet religieus. 
| Religieuze samenstelling in februari 2011 | Religieuze samenstelling in februari 2011 | Religieuze samenstelling in februari 2011 | Religieuze samenstelling in februari 2011 | Religieuze samenstelling in februari 2011 |
| ----------------------------------------- | ----------------------------------------- | ----------------------------------------- | ----------------------------------------- | ----------------------------------------- |
|                                           |                                           |                                           |                                           |                                           |
| Bulgaars-Orthodoxe Kerk                   | Bulgaars-Orthodoxe Kerk                   |                                           | 81,61%                                    | 81,61%                                    |
| Katholieke Kerk                           | Katholieke Kerk                           |                                           | 0,54%                                     | 0,54%                                     |
| Protestantisme                            | Protestantisme                            |                                           | 0,87%                                     | 0,87%                                     |
| Islam                                     | Islam                                     |                                           | 5,76%                                     | 5,76%                                     |
| Geen                                      | Geen                                      |                                           | 2,70%                                     | 2,70%                                     |
| Anders/ Onbekend                          | Anders/ Onbekend                          |                                           | 8,52%                                     | 8,52%                                     |

## Nederzettingen

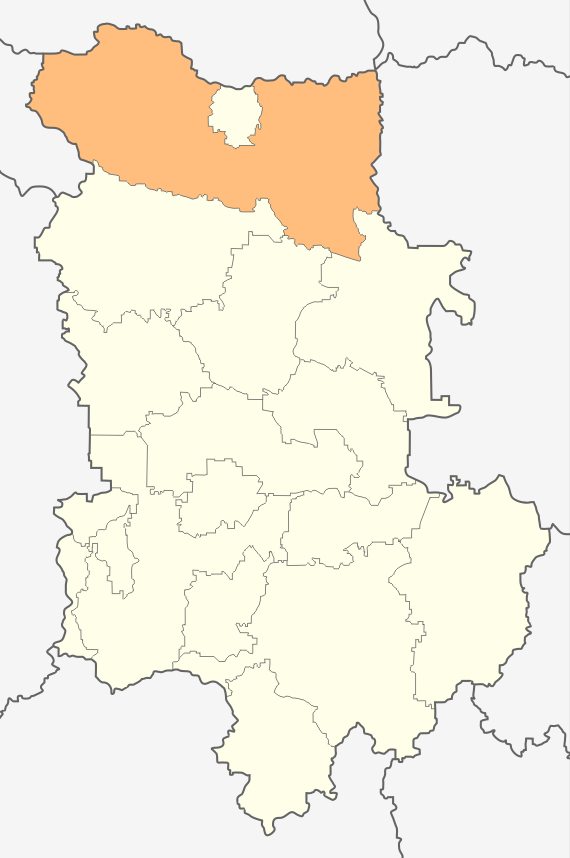
Ligging van de gemeente Karlovo in oblast Plovdiv

| - Banja - Begoentsi - Bogdan - Dabene - Domljan - Gorni Domljan - Christo Danovo - Iganovo - Kalofer | - Karavelovo - Karlovo (hoofdplaats) - Karnare - Kliment - Klisoera - Koertovo - Marino Pole - Moskovets - Mratsjenik | - Pevtsite - Prolom - Rozino - Slatina - Sokolitsa - Stoletovo - Vasil Levski - Vedrare - Vojnjagovo |

## Geboren
- Vasil Levski (1837-1873), revolutionair
- Nikolai Boechalov (1967), kanovaarder (geboren in Dabene)

## Afbeeldingen

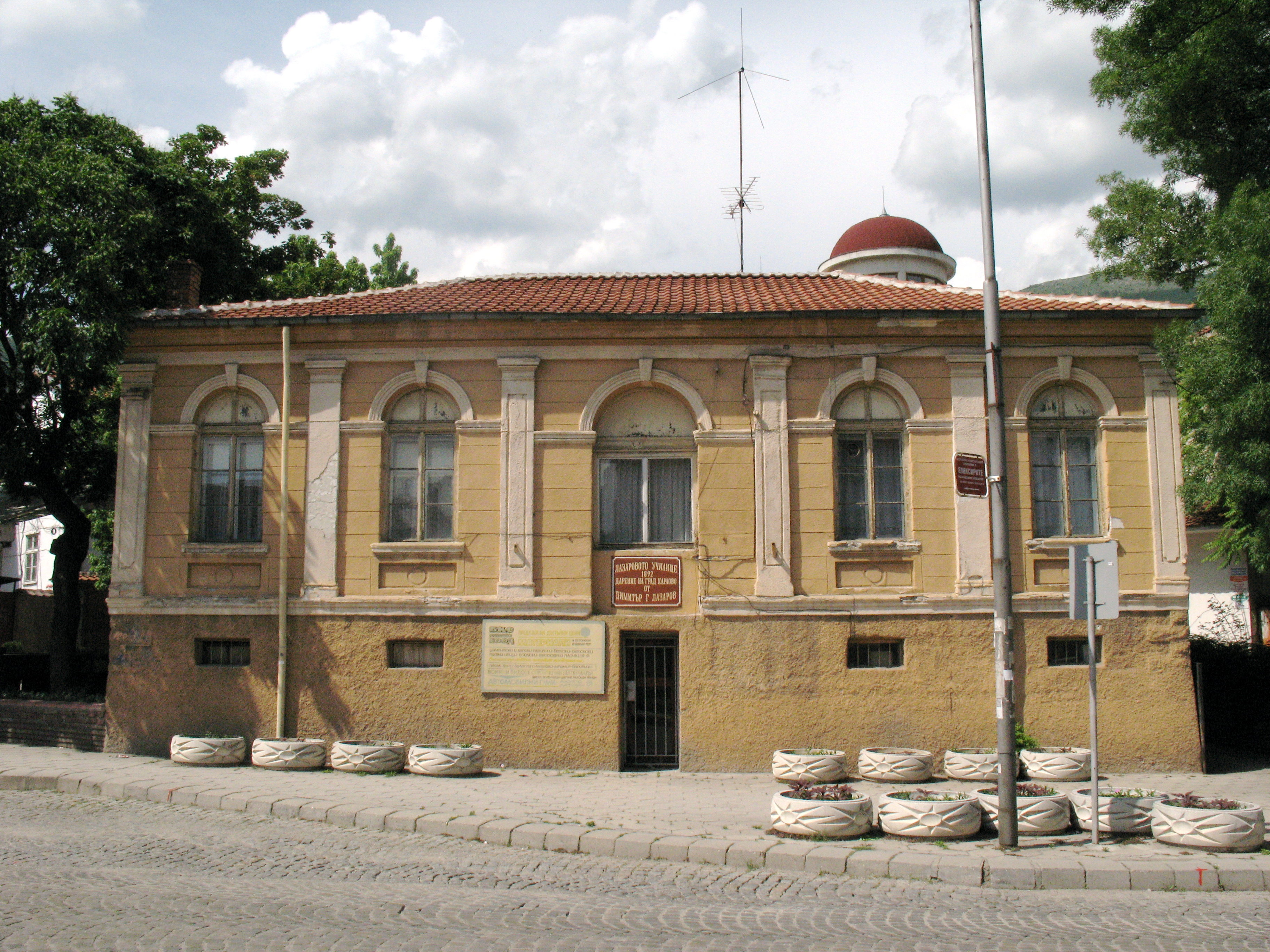
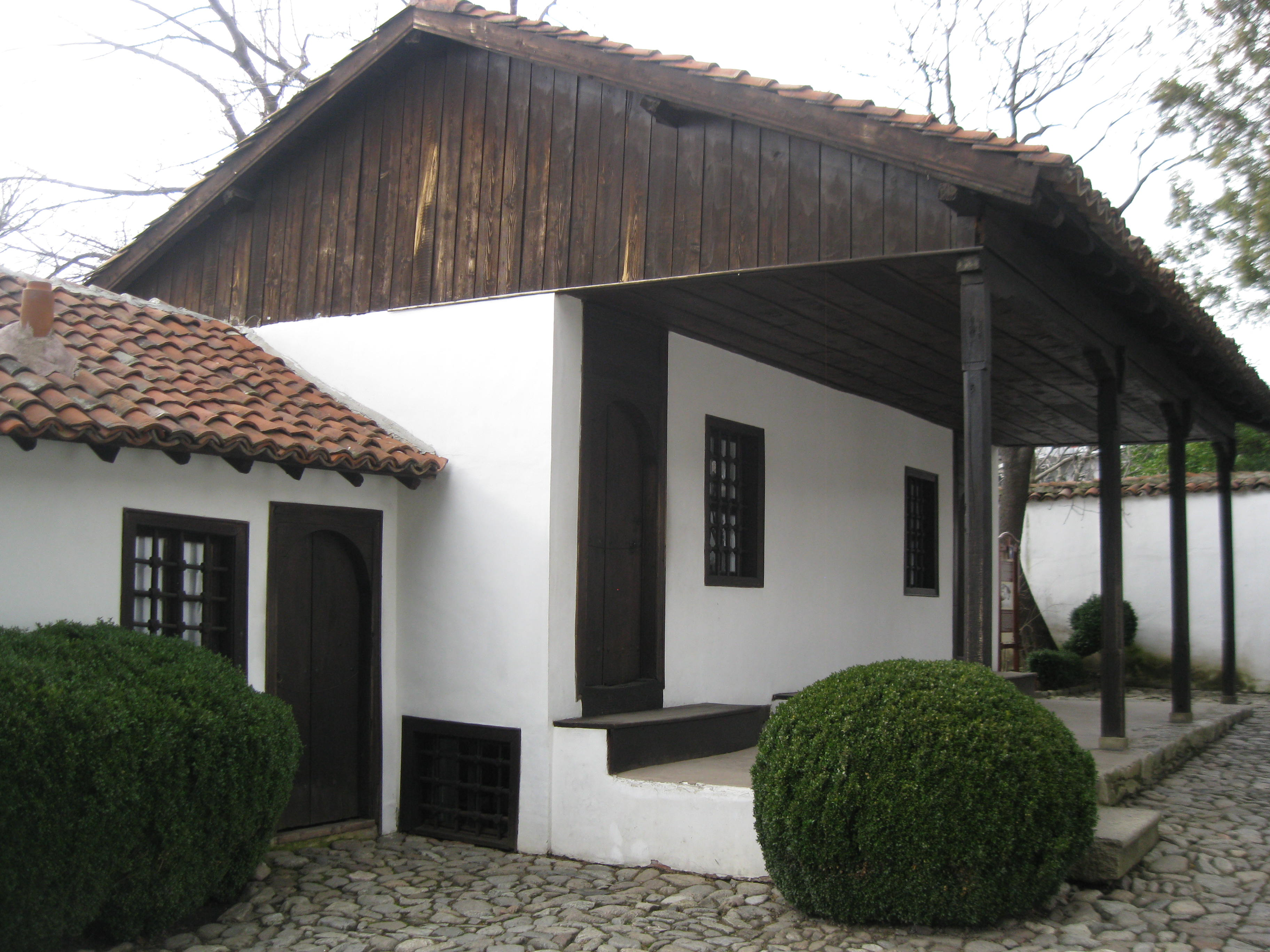
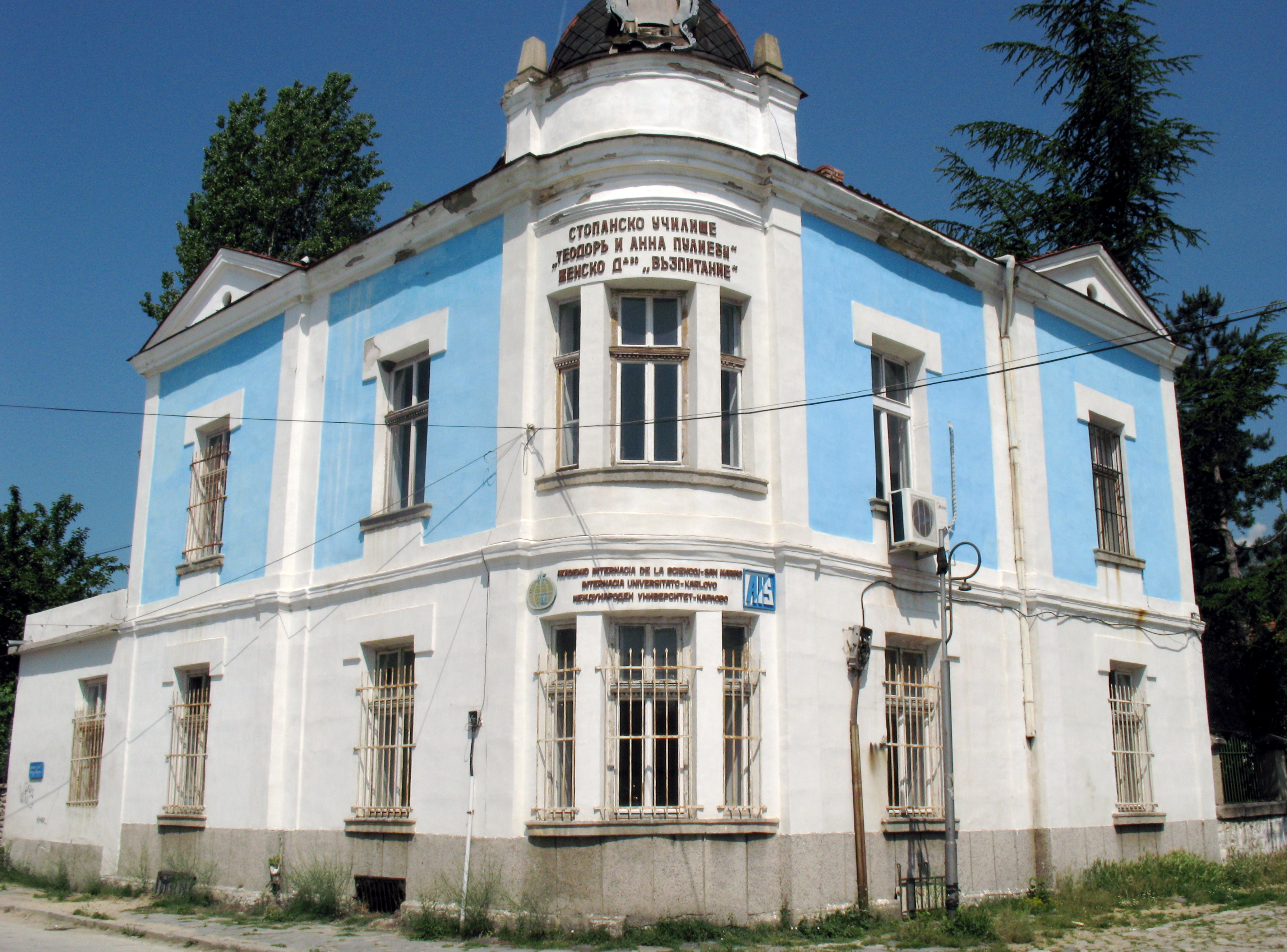
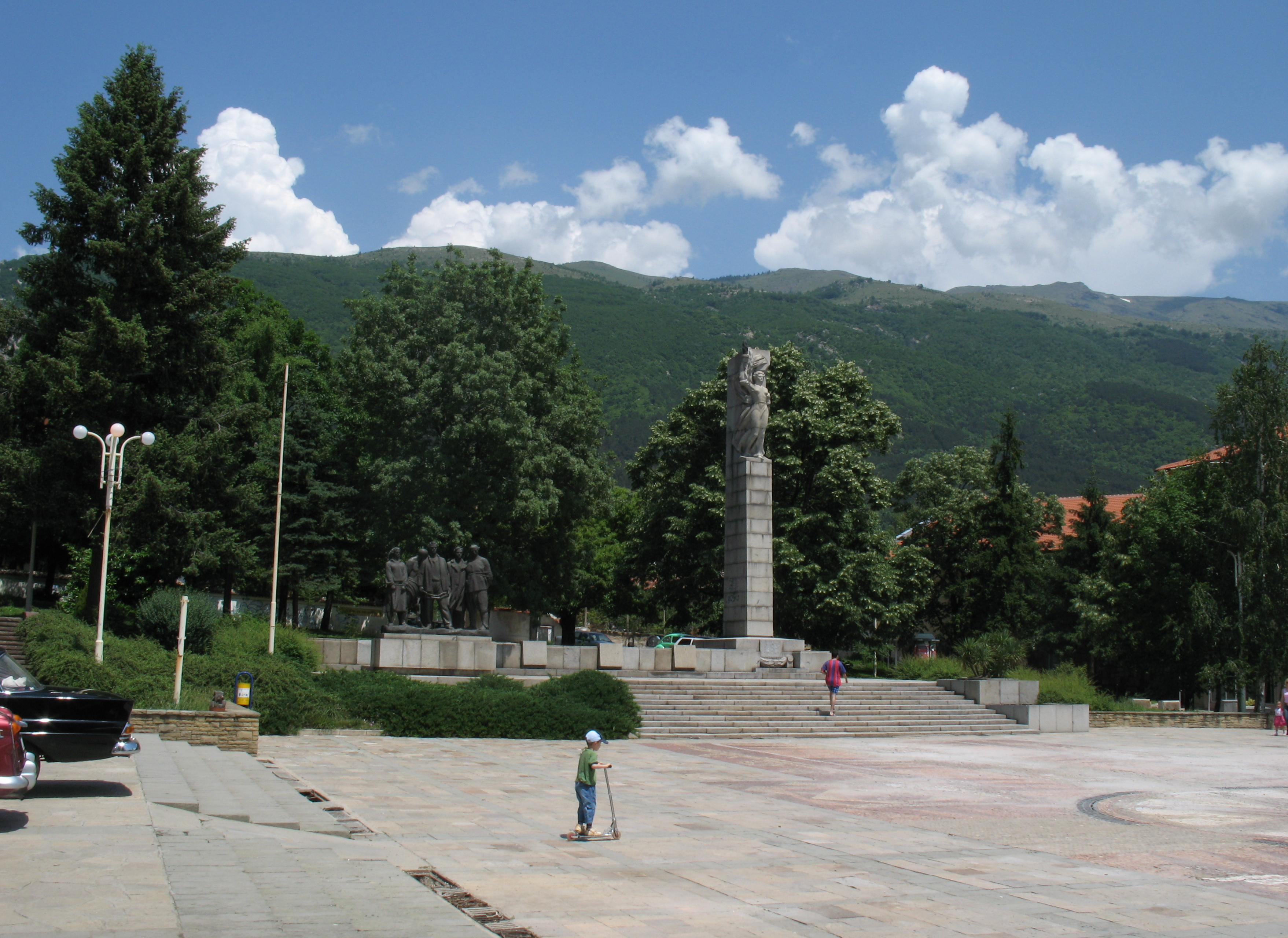
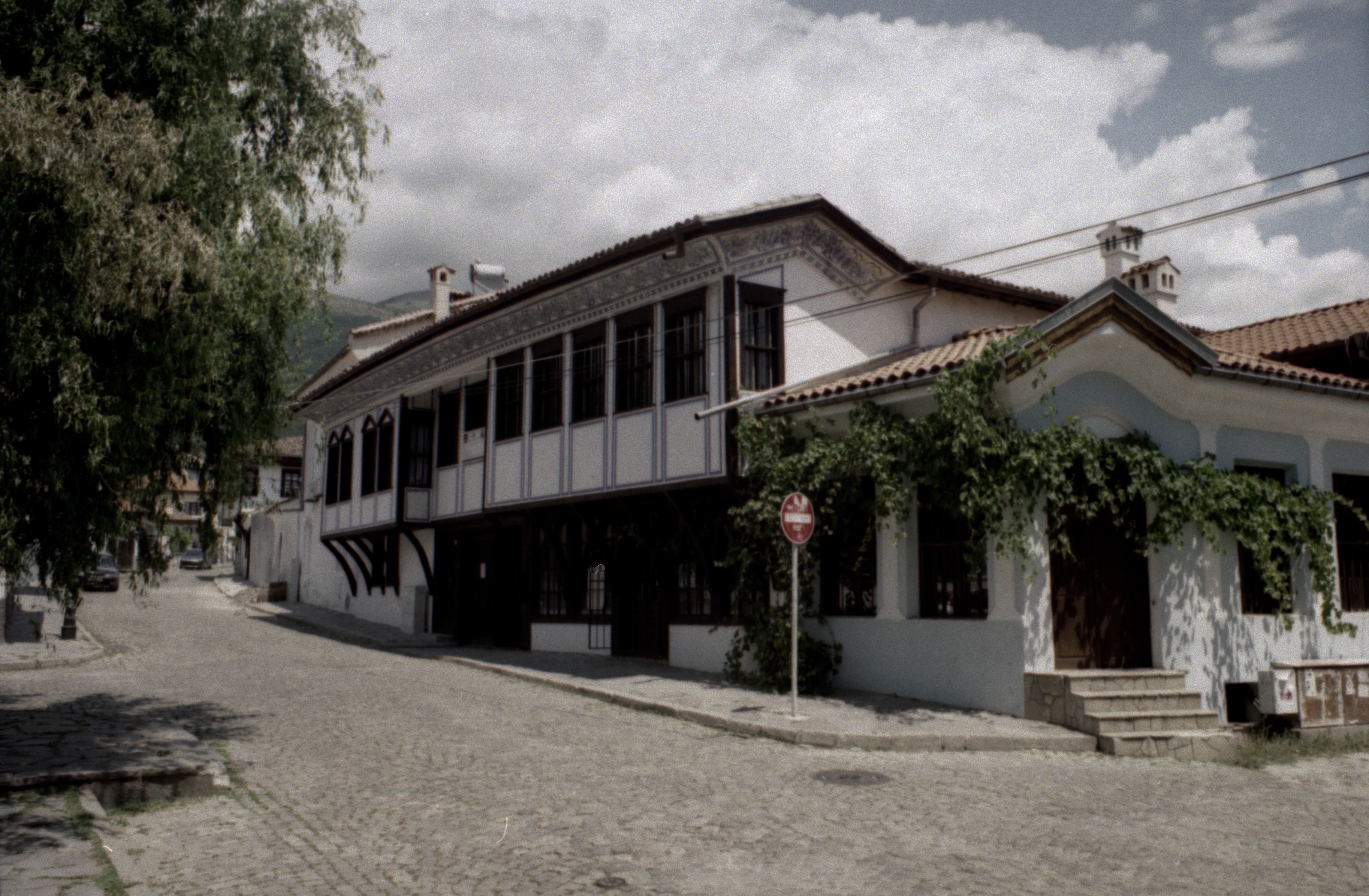

Asenovgrad - Brezovo - Kalojanovo - Karlovo - Chisarja - Koeklen - Kritsjim - Laki - Maritsa - Parvomaï - Peroesjtitsa - Plovdiv - Rakovski - Rodopi - Sadovo - Saedinenie - Sopot - Stamboliïski
Banja · Begoentsi · Bogdan · Christo Danovo · Dabene · Domljan · Gorni Domljan · Iganovo · Kalofer · Karavelovo · Karlovo · Karnare · Kliment · Klisoera · Koertovo · Marino Pole · Moskovets · Mratsjenik · Pevtsite · Prolom · Rozino · Slatina · Sokolitsa · Stoletovo · Vasil Levski · Vedrare · Vojnjagovo